# 葛条乡
葛条乡是中国陕西省商洛市山阳县下辖的一个乡。

## 行政区划
葛条乡下辖以下行政区：
和平村、庙沟口村、三岔口村、杜家河村、龙山村